# پتکوک (مهرستان)
پتکوک، روستایی در دهستان بیرک شرقی بخش بیرک شهرستان مهرستان در استان سیستان و بلوچستان ایران است.

## جمعیت
بر پایه سرشماری عمومی نفوس و مسکن در سال ۱۳۹۵، جمعیت این روستا برابر با ۳۴ نفر (۱۰ خانوار) بوده‌است.